# Okodia
L'okodia és una llengua que es parla a l'estat de Bayelsa, al sud de Nigèria. Es parla a la LGA de Yenagoa. L'okodia és parlat per les persones del grup humà dels okodies.
L'okodia és una llengua que pertany al grup lingüístic de les llengües ijo occidentals, que són llengües ijoid. Les altres llengües d'aquest grup lingüístic són el biseni i l'oruma, que també es parlen al sud de Nigèria.

## Ús
L'okodia és una llengua vigorosa (6a); tot i que no està estandarditzada, és parlada per persones de totes les edats i generacions. Els seus parlants també parlen la llengua izon.

## Població i religió
El 60% dels 8000 okodies són cristians; d'aquests, el 70% són protestants i el 30% catòlics. El 40% dels okodies restants creuen en religions tradicionals africanes.